# Rodolfo Nervo
Rodolfo Nervo (* 4. August 1879 in Tepic, Nayarit; † 6. Juli 1936 in Mexiko-Stadt) war ein mexikanischer Botschafter.

## Leben
Seine Brüder Luis und Amado Nervo (1870–1919) waren wie er Poeten. Seine Tochter ist Janine Nervo de Padilla.
Er machte sein Abitur auf dem Colegio San Luis Gonzaga, in Zamora, Michoacán. 1917 unter der Regierung von Venustiano Carranza trat er in den auswärtigen Dienst. Im Rahmen seiner diplomatischen Tätigkeit lernte er ganz Europa einen Teil Asiens und Südamerikas kennen. Er führte Reisetagebücher, die veröffentlicht wurden. 1919 war er am mexikanischen Konsulat in Stockholm akkreditiert.

## Essays
- De lejos y Paris sin tango, Rio de Janeiro, Brasil, Empresa Gráfica Editora Pongetti, 1928
- De lejos ... Cartas de viaje. El mundo que he visto. Postales de Printe.
- La mujer ante el preterio, Rio de Janeiro, Brasil, Empresa Gráfica Editora Pongetti, 1928

## Poesie
- Versos ìnitimos, Madrid, Biblioteca Nueva, 1929.

## Hemerografía Sekundärliteratur
- Por qué escribe usted?, Rev. Rev., 9. April 1929 S. 39
- La junta en la cumbre  (Rusia) Excelsior, 10. April 1959 S. 6A[3]

| Vorgänger               | Amt                                                                     | Nachfolger          |
| ----------------------- | ----------------------------------------------------------------------- | ------------------- |
| Alberto J. Pani Arteaga | mexikanischer Botschafter in Paris 22. Oktober 1920 bis 1. Oktober 1922 | Rafael Cabrera      |
| —                       | mexikanischer Botschafter in Warschau 30. April 1930 bis 1. Januar 1932 | Antonio Castro Leal |